# Pluton (incrociatore posamine)
La Pluton è stata un unico esemplare di incrociatore posamine della Marine nationale che venne impostato nel 1928 negli arsenali navali di Lorient. Essa era anche capace di imbarcare un migliaio di uomini, nel ruolo di nave trasporto truppe veloce. Poco dopo la sua messa in servizio, essa venne modificata e divenne una nave scuola di cannoneggiamento navale, per rimpiazzare la vecchia Gueydon.
Poco avanti l'inizio della seconda guerra mondiale, essa ritornò al suo ruolo di origine (posamine) e la maggior parte degli equipaggiamenti di istruzione al tiro vennero sbarcati. All'inizio della guerra, essa venne quindi inviata a Casablanca per realizzarvi un campo minato difensivo davanti al porto. Il 13 settembre 1939, a causa di una cattiva manipolazione, una mina navale esplose, causando l'esplosione delle altre mine a bordo che distrussero la nave e provocarono la morte di 200 marinai.

## Progetto
La Marine Nationale decise di costruire un posamine veloce come parte del suo programma navale del 1925 dopo che la HMS Adventure britannica fece il suo debutto nei primi anni '20. Il Pluton era simile sotto molti aspetti, essendo armato anche con quattro cannoni calibro singolo cacciatorpediniere, ma era più piccolo e più veloce. Avrebbe potuto anche essere utilizzata come trasporto veloce per un massimo di 1.000 soldati. I lati del ponte principale erano normalmente aperti alle intemperie, ma si potevano usare dei pannelli metallici per chiuderlo durante il trasporto delle truppe.

### Caratteristiche generali
Il Pluton era lungo 152,5 m (500 ft 4 in) complessivi. Aveva una larghezza massima di 15,5 m (50 ft 10 in) e un pescaggio di 5,2 m (17 ft 1 in). Il suo scafo a telaio longitudinale era suddiviso da 15 paratie stagne trasversali. Il duralluminio era ampiamente utilizzato nella sovrastruttura per risparmiare peso, ma ciò comportava problemi di corrosione e problemi di resistenza. Era dotata di un unico timone controbilanciato alimentato da un motore elettrico troppo debole per il lavoro. Il suo raggio di virata era 875 m (957 yd) con 25° di timone a 27 kn (50 km/h; 31 mph), maggiore di quello dell'incrociatore leggero da 8 000 t (7 900 long ton) Duguay-Trouin, che era 30 m (98 ft 5 in) più lungo. Era totalmente priva di corazza e faceva affidamento sulla sua suddivisione stagna per sopravvivere.

### Propulsione
Il Pluton aveva una disposizione dei macchinari a due alberi con alternanza di caldaie e sale macchine. Le sue turbine a vapore ad impulso Bréguet a riduzione singola erano progettate per 57 000 cavalli vapore all'albero di trasmissione (43 000 kW), ma realizzate con 64 705 shp (48 251 kW) durante le prove. Quattro caldaie du Temple alimentavano le turbine alla pressione di 20 kg/cm² (2 000 kPa; 280 psi). Venne installata una caldaia ausiliaria per riscaldare o raffreddare le polveriere della nave e fornire acqua potabile. Ogni albero dell'elica azionava un'elica in bronzo a tre pale 4,08 m (13 ft 5 in) per una velocità progettata di 30 nodi (56 km/h), ma ottenne 31,4 nodi (58,2 km/h) alle prove. Vennero caricati 1 150 t (1 130 long ton) di olio combustibile, originariamente calcolato per fornire un'autonomia di 7 770 miglia nautiche (14 390 km) a 14 nodi (26 km/h), ma venne rivisto al ribasso a 4 510 nmi (8 350 km) una volta entrata in servizio perché le esigenze del suo apparato ausiliario erano state seriamente sottovalutate. Una coppia di generatori turbo da 200 chilowatt (270 hp) forniva elettricità a 235 volt. Due generatori diesel da 100 chilowatt (130 hp) vennero montati nella sala macchine di poppa per fornire energia mentre si era in porto e un terzo venne installato in un apposito compartimento sul primo ponte per uso di emergenza.

### Armamento
Il Pluton era originariamente destinato a trasportare due torrette singole, una a prua e una a poppa, con cannoni da 203 mm (8 in), quattro cannoni antiaerei (AA) da 75 mm (2,95 in) e quattro cannoni AA leggeri da 37 mm (1,46 in). Tuttavia quattro cannoni da 138 mm (5,4 in) vennero sostituiti ai cannoni da 203 mm prima dell'inizio della costruzione e altri sei cannoni da 37 mm vennero aggiunti al posto dei cannoni da 75 mm durante la costruzione, sebbene le piastre di base per i cannoni da 75 mm fossero state mantenute per un uso futuro.
I quattro cannoni da 138 mm calibro 40 erano su supporti M1924 con scudo per armi. Due cannoni ciascuno erano a prua e a poppa in posizioni di superfuoco sulla linea centrale. I loro limiti di elevazione erano compresi tra -10° e +35° e avevano un arco di fuoco di 270°. La loro velocità di fuoco era nominale da otto a nove colpi al minuto, ma si rivelò notevolmente inferiore in servizio. Avevano una gittata massima di circa 18 200 m (19 900 yd) con un proiettile di 40 kg (88 lb) ad una velocità iniziale di 700 m/s (2 300 ft/s). Vennero forniti 150 colpi per ogni arma. Un caricatore di polvere da sparo e uno di proiettili servivano ogni coppia di cannoni, ognuno dei quali aveva il proprio paranco individuale.
Dieci cannoni AA semiautomatici da 37 mm/50 cal erano trasportati sulla Pluton. Due erano montati sul ponte di prua, sei a centro barca tra i fumaioli e due su una piattaforma a poppa. Vennero trasportati 10.000 colpi con 144 colpi in scatole pronte per l'uso vicino a ciascun cannone. I cannoni potevano abbassarsi di 15° ed elevarsi a 80°. Sparavano proiettili da 0,725 kg (1,60 lb) ad una velocità iniziale di 810 m/s (2 657 ft/s). La loro effettiva portata antiaerea era inferiore a 5 000 metri (16 404 ft). Tutti questi cannoni, ad eccezione del paio a poppa, vennero rimossi poco dopo che il Pluton venne commissionato nel 1932.
Dodici obsolete mitragliatrici Hotchkiss Mle1914 da 8 mm (0,315 in) erano trasportate in sei supporti gemelli. Due supporti erano in cima al ponte, due in cima all'alloggiamento del ventilatore del locale caldaie e due appena davanti all'albero maestro del treppiede. Per loro vennero forniti 48.000 colpi. Vennero rimosse poco dopo che il Pluton venne commissionato nel 1932.
Il Pluton era progettato per trasportare 220 mine Sautter-Harlé da 1 500 kg (3 300 lb), ma aveva spazio per altre 30, per un totale di 250. Vennero trasportate sul primo ponte, o ponte principale, utilizzando un sistema di quattro binari lungo i lati della nave e mosso tramite trasmissioni a catena. Ciascuna coppia di binari convergeva su una piattaforma girevole all'estremità anteriore delle rotaie e uno sperone trasversale collegava le due piattaforme girevoli. Lo sperone facilitava il caricamento delle mine da un lato della nave e consentiva di spostarle su ciascuna delle rotaie. Le rotaie terminavano in quattro rampe a poppa della nave che scendevano con un angolo di 30° per ridurre al minimo l'urto dell'impatto quando le mine venivano rilasciate dalla trasmissione a catena. Si potevano trasportare fino a 270 mine Bréguet B4 più piccole.

## Storia
Entrò in servizio con la Flotta del Mediterraneo francese nel 1932. Il Pluton ebbe molti problemi iniziali, in particolare con i macchinari. Poco dopo essere stata incaricata, la Marina decise di assegnarle un ruolo extra come nave scuola d'artiglieria e il 24 ottobre 1932 entrò nel cantiere navale di Toulon per le necessarie modifiche. Sul ponte principale vennero aggiunti alloggi per 40 uomini. La maggior parte delle contraeree da 37 mm e tutte le mitragliatrici da 8 mm vennero sostituite da quattro cannoni AA da 75 mm Canon de 75 mm Mle 22 o 24 calibro 50 e 12 mitragliatrici Hotchkiss Mle 1929 da 13,2 mm (0,52 in) su sei installazioni gemelle, due installazioni dove i cannoni da 37 mm erano stati montati sul ponte di prua e quattro tra i fumaioli. I cannoni da 75 mm avevano una depressione massima di 10° e un'elevazione massima di 90°. Essi sparavano un proiettile da 5,93 chilogrammi (13,1 lb) ad una velocità iniziale di 850 m/s (2 800 ft/s) ad una velocità di fuoco di 8–18 colpi al minuto e aveva un tetto massimo effettivo di 8 000 m (26 000 ft). I cannoni Hotchkiss avevano una velocità di fuoco ciclica di 450 colpi al minuto, ma la velocità pratica era compresa tra 200 e 250 colpi al minuto per consentire la ricarica dei suoi caricatori da 30. Avevano un tetto teorico di 4 200 m (13 800 ft). Venne aggiunto un semplice direttore di puntamento per i cannoni da 138 mm ed installati 15 telemetri aggiuntivi ad uso della Scuola Telemetrica.
Il Pluton trascorse gran parte del 1933-1935 nelle mani dei cantieri navali dopo aver terminato il suo primo giro di modifiche il 27 aprile 1933. Durante questo periodo venne riparata quattro volte per aggiungere più equipaggiamento di artiglieria e correggere alcuni dei suoi difetti. Questi includevano il rinforzo della sua sovrastruttura dove era stata danneggiata dall'esplosione della volata dei suoi cannoni da 138 mm e la sostituzione delle scale e dei boma in alluminio corroso con quelli in acciaio. Venne aggiunto un direttore di puntamento ad alto angolo per i suoi cannoni da 75 mm, due dei suoi cannoni da 75 mm vennero convertiti in supporti alimentati e controllati a distanza, vennero aggiunti scudi per armi ai cannoni da 75 mm per proteggere i loro equipaggi da esplosioni e strutture per altri 40 uomini vennero installate sul suo ponte principale.

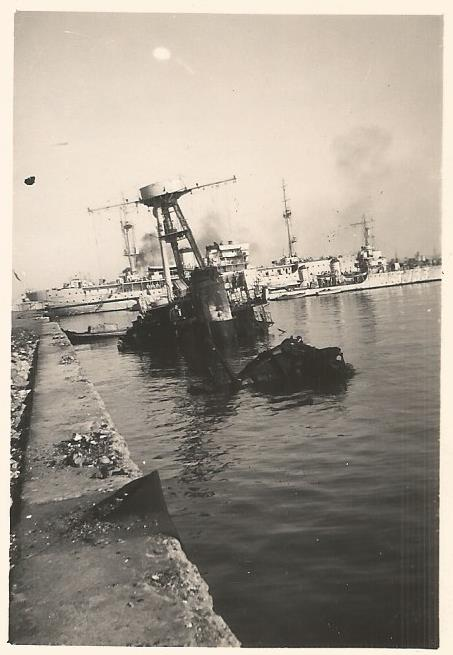
Il relitto del Pluton a Casablanca

Nel 1936, venne aggiunto un doppio cannone sperimentale da 13,2 mm con uno scudo per cannone tra i cannoni da 75 mm di tribordo e vennero aggiunti altri telemetri per portare il suo totale a 31. Le sue caldaie e condensatori vennero riparati in un riequipaggamento tra il 25 novembre 1936 e 13 marzo 1937. Nello stesso anno il Pluton subì un'importante ristrutturazione che comportò la riparazione delle sue turbine, la sostituzione del suo direttore antincendio da 138 mm con uno del tipo utilizzato dagli incrociatori leggeri da 8 000 t (7 900 long ton)  e il trasferimento delle mitragliatrici da 13,2 mm del ponte di prua alle posizioni sulla superstruttura anteriore. Il suo ultimo riequipaggiamento, dal 15 novembre 1938 al 15 febbraio 1939, ritubò due caldaie, racchiuse il direttore AA per proteggerlo dalle intemperie, migliorò il controllo remoto dei cannoni da 138 mm e aggiunse scudi per cannoni a ciascuno dei due cannoni gemelli da 13,2 mm.
Il Pluton venne trasferito a Lorient il 10 maggio 1939 quando la Marina francese formò lì la 5e Escadre, che controllava tutte le navi scuola e pianificava di convertirla in una nave da addestramento a tempo pieno come consorte dell'incrociatore scuola Jeanne d'Arc il 1º giugno 1940. A quel tempo sarebbe stata ribattezzata La Tour d'Auvergne, poiché il nome Pluton era riservato alle navi da guerra della Marina francese.
Con l'avvicinarsi della guerra, si decise di mantenerla come posamine e la maggior parte dell'attrezzatura antincendio extra venne rimossa. Venne trasferita a Brest come parte della riorganizzazione della 5e Escadre. Navigò verso Casablanca, nel Marocco francese, il 2 settembre con 125 mine Bréguet imbarcate. Le venne ordinato di posare lì un campo minato difensivo il 4 settembre, ma questo ordine venne revocato il giorno successivo, dopo che le mine erano già state scaricate, e alla nave venne ordinato di sbarcare le mine. Durante lo sbarco delle mine il 13 settembre, una di esse esplose, distruggendo la nave e uccidendo 186 persone. Altri 73 membri dell'equipaggio e altri 47 uomini rimasero feriti e danni significativi vennero causati da detriti volanti. Tre pescherecci da traino (Etoile du Matin, Marie Merveilleuse e Sultan) vennero affondati dall'esplosione e i dragamine ausiliari Charcot, Gosse e Chellah vennero danneggiati irreparabilmente. Altri due dragamine ausiliari, Grodin e Alcor, vennero danneggiati ma riparabili. Durante la guerra vennero recuperati un cannone e alcune armature, ma i lavori di demolizione iniziarono solo nell'ottobre 1952 e vennero completati nel luglio 1953.